# AAA (indústria de jogos)

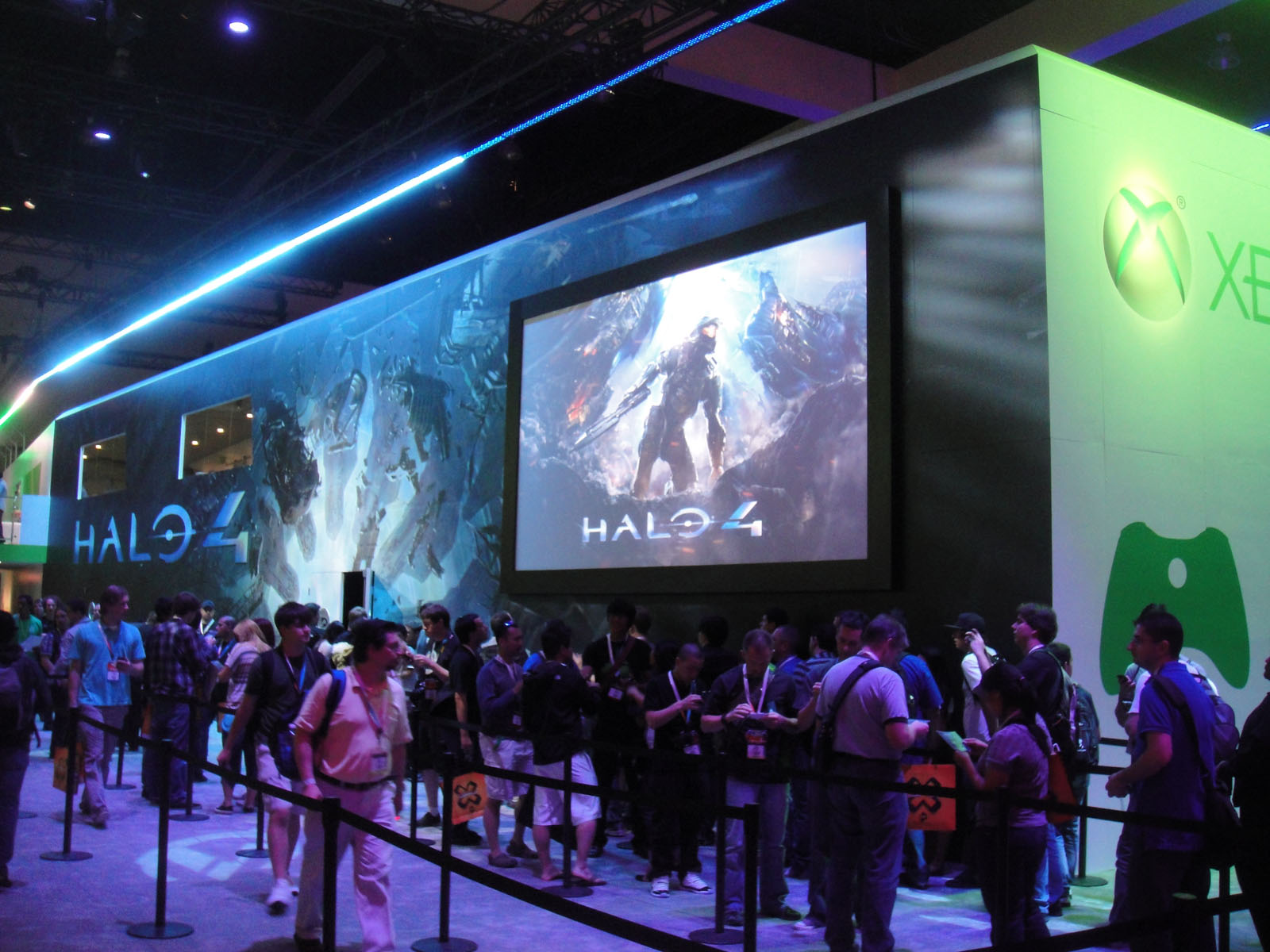
Anúncio do Halo 4 (jogo eletrônico da Microsoft) na E3 de 2012. Uma franquia de jogos considerada Triplo-A (AAA) por ser uma produção de jogos eletrônicos com altos orçamentos.

Na indústria dos jogos de vídeo, AAA ("Triple A", pronuncia-se "tripol eɪ") ou Triplo-A (em português)  é uma classificação utilizada para jogos com os maiores orçamentos e níveis de promoção. Um título considerado AAA, é esperado que seja de alta qualidade, ou que esteja entre os melhores do ano.

## Origem
Com o começo do modernismo da indústria de jogos eletrônicos ocorridos durante os anos 1980 e depois da crise norte-americana dos jogos eletrônicos de 1983, as empresas de jogos precisavam encontrar um termo padrão para ajudar o público a distinguir bons títulos dos títulos mal desenvolvidos. A Nintendo foi uma das primeiras empresas a tentar criar o seu próprio sistema, por meio do uso de um Selo Nintendo de Qualidade em seus produtos, o que denotava que os jogos tinham sido devidamente testados e aprovados.
Alfred Milgrom da Beam Software revelou como isso mudou a atitude de desenvolvimento dos jogos: "Em termos de teste de jogo, eles revolucionaram o conceito. Eles disseram zero defeitos – nós não vamos permitir que vocês lancem um jogo que tenha qualquer tipo de erros nele. O conceito de nenhum erro era inédito no desenvolvimento de programas ou em qualquer outra plataforma de jogos. Tivemos que mudar a nossa atitude de programação e a forma como desenvolvemos os jogos, o que foi brilhante. Foi muito trabalhoso".
No entanto, para o resto da indústria faltava um termo que pudesse traduzir a qualidade geral de um título. Na maioria das vezes as empresas usavam revistas ou críticas impressas na caixa do jogo para garantir ao público a qualidade de seus títulos.
No final dos anos 1990, durante as convenções de jogos nos Estado Unidos (CES, CGDC, E3 e privado), algumas empresas de desenvolvimento AAA entre si, com base na grade de notas acadêmicas de graduação nos Estados Unidos (sendo "A" mais alta e "F" a mais baixa).
AAA não é um acrônimo, mas uma maneira de classificar os jogos, em alguns casos, referindo-se a eles como um equivalente a um filme blockbuster.
Com o passar dos anos e durante o novo milênio, muitas publicadoras começaram a considerar os seus jogos AAA antes mesmo de seu lançamento, e justificavam esta decisão por meio do enorme desenvolvimento e orçamentos de marketing.

## Classificação
Um título AAA tem como objetivo demonstrar o que há de melhor dentro de uma empresa de jogos ou franquia. Jogos não considerados AAA têm sido referidos como " títulos B", por analogia aos B-movies.
Atualmente, porém, o termo AAA deixou de ser utilizado sempre como um demonstrador de qualidade, mas apenas para indicar um jogo desenvolvido por uma empresa grande e com um alto orçamento. Isso se deve ao crescimento da indústria de jogos Indie, que não possui grande orçamento, mas ainda assim pode apresentar qualidade em seus jogos.